# Valluga
De Valluga is een 2809 meter hoge bergtop in de Lechtaler Alpen op de grens tussen de Oostenrijkse deelstaten Tirol en Vorarlberg.
De berg wordt ook wel Valfaggar genoemd, afgeleid van het Retoromaanse val vaccaria, koeiendal.
De berg, gelegen in het westelijk deel van de Lechtaler Alpen, is de hoogste bergtop in het Arlberggebied. De berg is gelegen op de Europese waterscheiding tussen de Donau en de Rijn.
De berg ligt hemelsbreed drie kilometer ten noorden van het wintersportoord St. Christoph am Arlberg (gemeente Sankt Anton am Arlberg). Buurtoppen zijn de in het westen gelegen Paziellfernerspitzen (2712 meter) en de Pazielspitze (2770 meter), en in het noorden, van de top van de Valluga gescheiden door de Südliche Pazieljoch (2495 meter) de Roggspitze (2747 meter). In het zuidoosten ligt de 2660 meter hoge Jahnturm. De Pazielferner, een gletsjer op de westelijke flanken van de Valluga, is in de afgelopen jaren door de opwarming van de aarde geslonken tot een klein sneeuwveld.
Beklimming van de Valluga (ook voor skitochten) voert via de op 2279 meter hoogte op de zuidflank gelegen Ulmer Hütte en de meer naar het noorden gelegen Stuttgarter Hütte (2305 meter). Vanaf de Ulmer Hütte gaat men in noordoostelijke richting via de Valfagehrjoch (2539 meter) naar het noorden, dan naar het westen naar het kabelbaanstation Vallugagrat (2646 meter) over de zuidkam naar de top. Deze tocht neemt gemiddeld twee uur in beslag. De Valluga is ook over kabelbanen vanuit St. Anton en vanaf de Galzig te bereiken.
Aan de zuidoostkant van de Valluga ligt het grote Skigebiet Arlberg, dat zich vanaf St. Anton tot hier uitstrekt. 85 skiliften en kabelbanen ontsluiten deze 276 kilometer aan pisten.

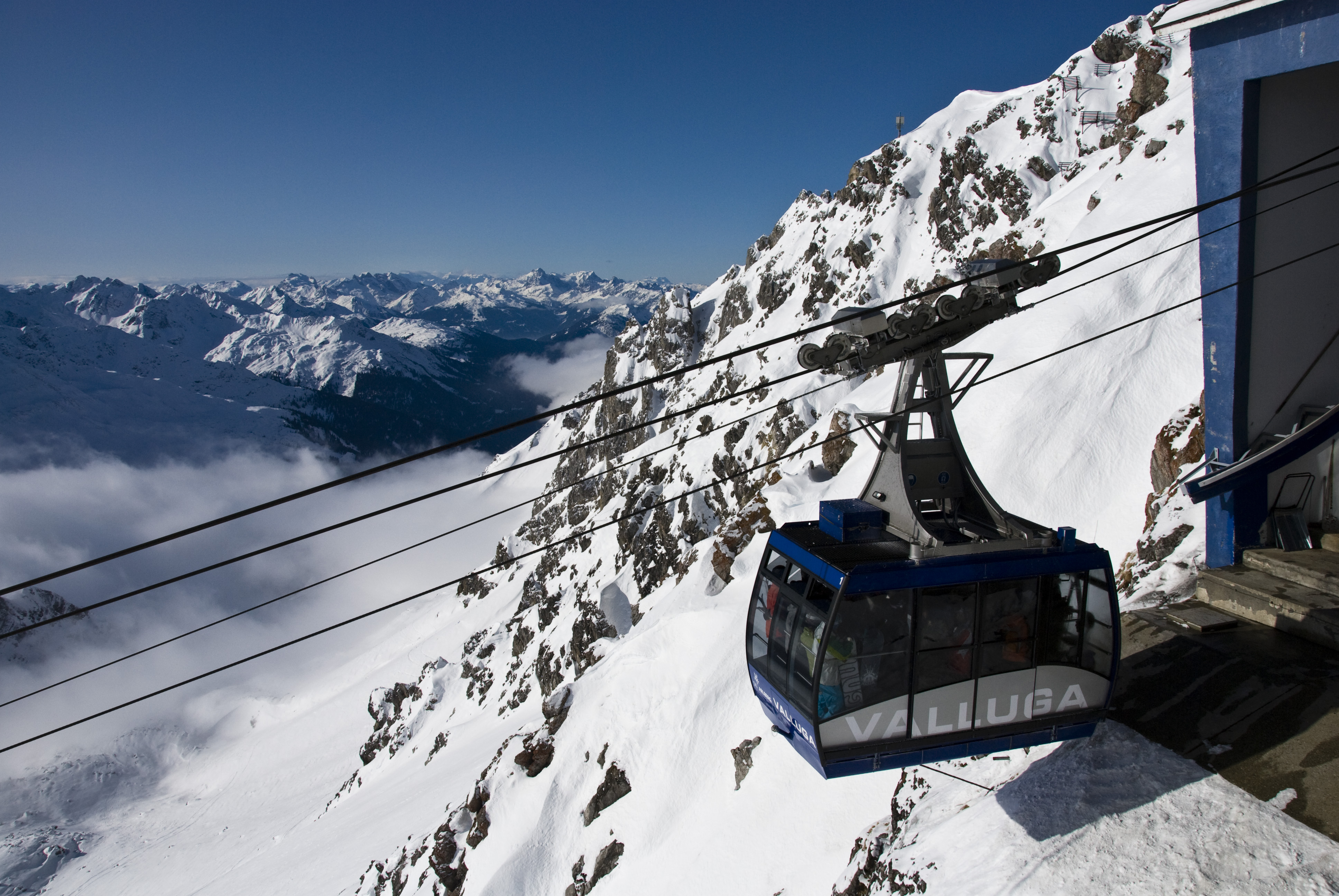
Valluga Bahn
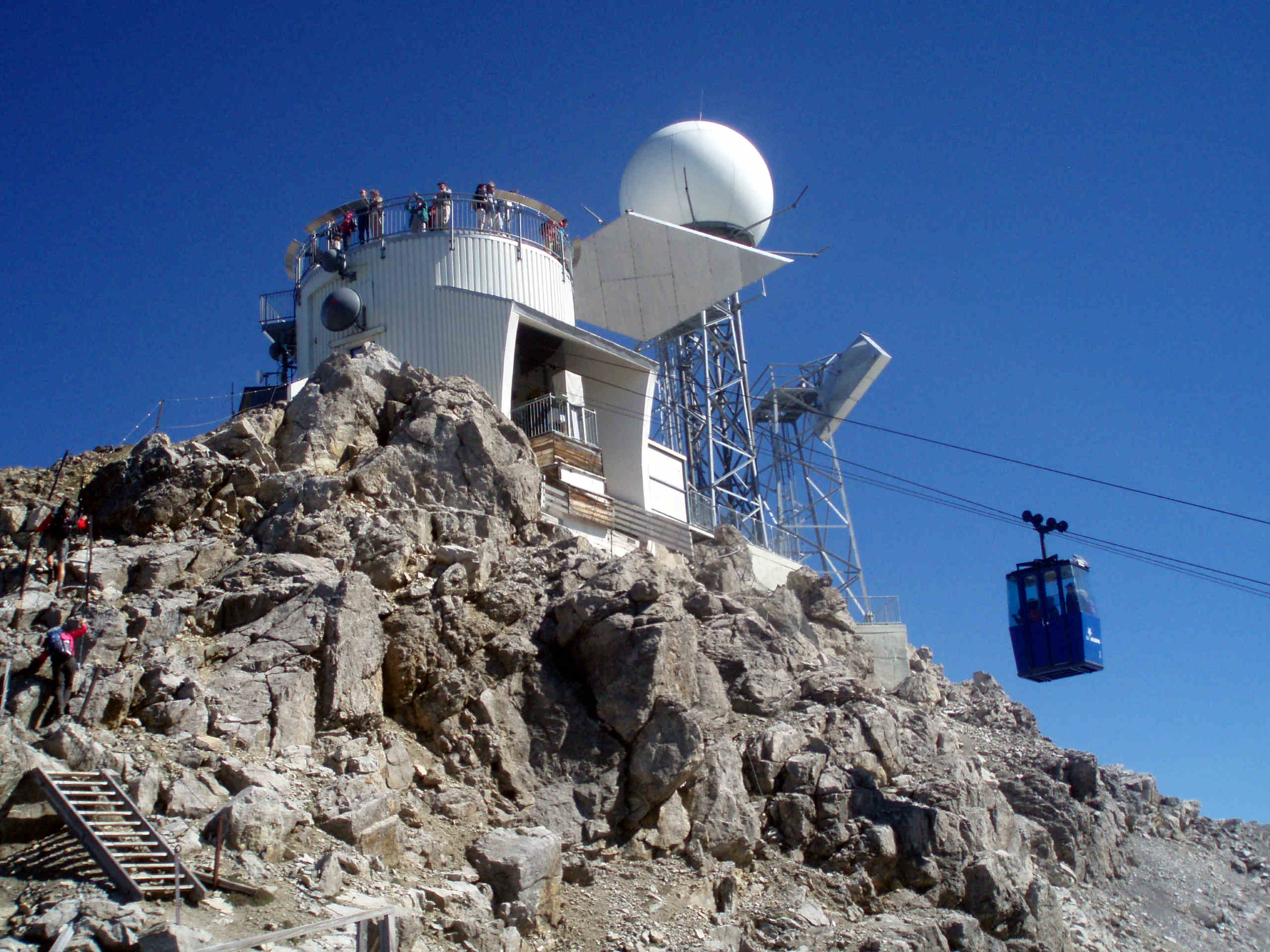
Top van de Valluga
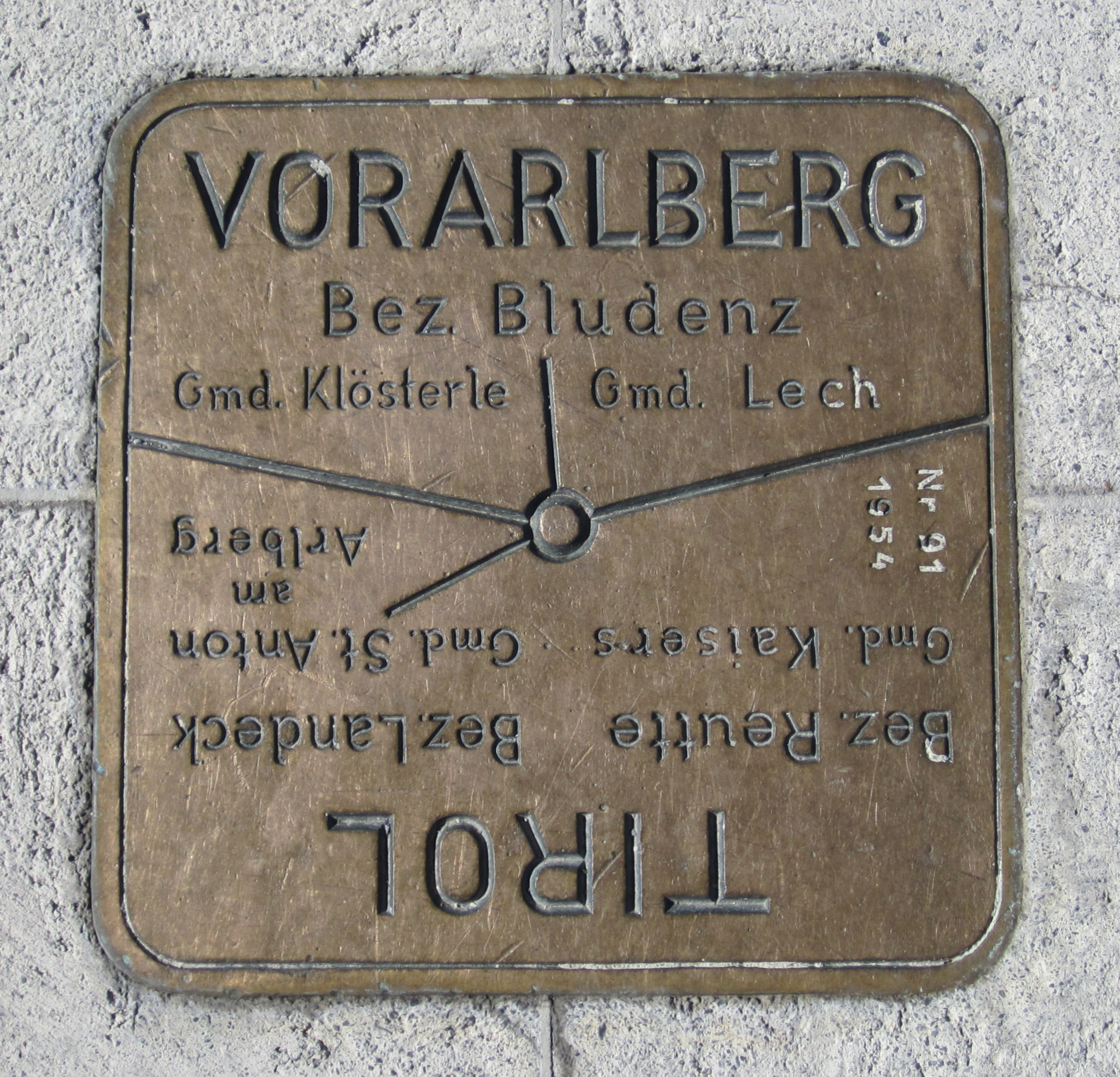
Grenssteen op de top